# Inmigración ucraniana en Polonia
La inmigración ucraniana en Polonia se refiere al movimiento migratorio desde Ucrania hacia Polonia, dos naciones europeas y eslavas. Un número considerable de ciudadanos ucranianos llegó a Polonia en diversos periodos históricos, siendo una de las diásporas ucranianas más numerosas en Europa, después de las de Alemania y Rusia. Según el censo del año 2011, había alrededor de 51 mil personas con pasaporte ucraniano residiendo en Polonia, lo que no incluye a descendientes de ucranianos nacidos en Polonia.
La comunidad ucraniana se compone de aproximadamente 51 000 personas, según el censo de 2011. Algunos polacos de antepasados ucranianos se estiman entre 38.000 encuestados que dijeron ser ucranianos como su primera identidad (28.000 como su única identidad), 13.000 como su segunda identidad, y 21.000 declararon identidad ucraniana conjuntamente con nacionalidad polaca.
La mayor de las concentraciones de los ucranianos se encuentran en el noreste (Olsztyn y Elbląg), al noroeste (Słupsk y Koszalin) y al sur y sur-oeste de Polonia (Cracovia, Legnica y Breslavia). El idioma ucraniano se enseñaba en 162 escuelas en el año 2005 a 2006 a la que asistieron 2740 estudiantes ucranianos y polacos, este idioma también es ampliamente conocido en el territorio polaco.

## Historia
Los ucranianos han sido un grupo étnico que ha estado presente en el sureste de Polonia desde muchos años atrás. Los rusinos son una etnia que comparte territorio entre Polonia, Ucrania y Eslovaquia, al extremo sureste, existen muchos ciudadanos polacos que consideran sus orígenes en lo que es territorio del actual Ucrania.
Después de la anulación de la insurrección ucraniana al final de la Segunda Guerra Mundial por la Unión Soviética, cerca de 140.000 ucranianos resistieron ante la nueva frontera polaca que fue demarcada durante la Operación Vistula. Los ucranianos fueron llevados a la fuerza al sur de Kalingrado y hacia antiguos territorios alemanes que fueron cedidos en la Conferencia de Teherán de 1943.
Desde 1989, tras el colapso de la Unión Soviética, se ha producido una nueva ola de inmigración ucraniana, en su mayoría de los solicitantes de empleo, comerciantes y vendedores, concentrada en las grandes ciudades con mercado establecido. Después de 2004 la adhesión de Polonia a la Unión Europea, con el fin de satisfacer las necesidades de la zona Schengen (un área de libre circulación en la UE), el gobierno se vio obligado a hacer la inmigración a Polonia más difícil para las personas procedentes de Bielorrusia y Rusia incluidos Ucrania. Sin embargo, los ucranianos reciben sistemáticamente los permisos de asentamiento y la mayoría de los permisos de residencia temporales más en Polonia (ver tabla). Como resultado de la Asociación Oriental, Polonia y Ucrania han llegado a un nuevo acuerdo que sustituya visados con permisos simplificados para los ucranianos que residen dentro de 30 km de la frontera. Hasta 1,5 millones de personas pueden beneficiarse de este acuerdo que entró en vigor el 1 de julio de 2009.
El total de 27 172 personas declaró nacionalidad ucraniana en el censo polaco de 2002. La mayoría de ellos vivían en la Warmia y Masuria (11.881), seguido de Pomerania Occidental (3703), Podkarpackie (2984) y Pomerania (2831). Algunos Lemkos (reconocido en Polonia como grupo étnico diferenciado) consideran a sí mismos como miembros de la nación ucraniana, mientras que otros se distancian de los ucranianos.

## Cultura ucraniana en Polonia

Letrero en polaco y ucraniano en la ciudad de Kielce.

Ucrania oferta una importante manifestación cultural en el territorio polaco, los lazos de amistad entre ambas naciones son muy fuertes, la cultura ucraniana es fácilmente asimilada debido a las semejanzas existentes con la cultura polaca. Los ucranianos se desempeñan y desarrollan principalmente en actividades relacionadas a la cultura, la educación, el arte y sobre todo en la música, formando parte de las orquestas sinfónicas de las principales ciudades del país, enriqueciendo dichas disciplinas por su talento junto a los polacos.
Los más importantes festivales de Ucrania y eventos culturales populares incluyen: el Festival de Cultura de Ucrania en Sopot ("Festiwal Kultury Ukraińskiej" w Sopocie), Mercado de la Juventud en Gdansk ("Młodzieżowy Jarmark" w Gdańsku), Festival de Cultura de Ucrania de Podlasie (Festiwal Kultury Ukraińskiej na Podlasiu "Podlaska Jesień"), "Bytowska Watra", "Spotkania Pogranicza" en Głębock [desambiguación necesitó], Jornadas de la Cultura de Ucrania en Szczecin y Giżycko ("Dni Kultury Ukraińskiej"), Festival de la Infancia en Elbląg (Dziecięcy Festiwal Kultury w Elblągu ), "Na Iwana, na Kupala" en Dubicze Cerkiewne, Festival de Niños ucranianos Grupos en Koszalin (Festiwal Ukraińskich Zespołów dziecięcych w Koszalinie), "Noc na Iwana Kupala" en Kruklanki, ucraniano Folklor mercado en Kętrzyn (Jarmark Folklorystyczny "skrzyni Z malowanej "), bajo los cielos comunes en Olsztyn (" Pod wspólnym Niebem ") y Días de Teatro ucraniano (Dni teatru ukraińskiego) también en Olsztyn.

## Comunidades ucranianas

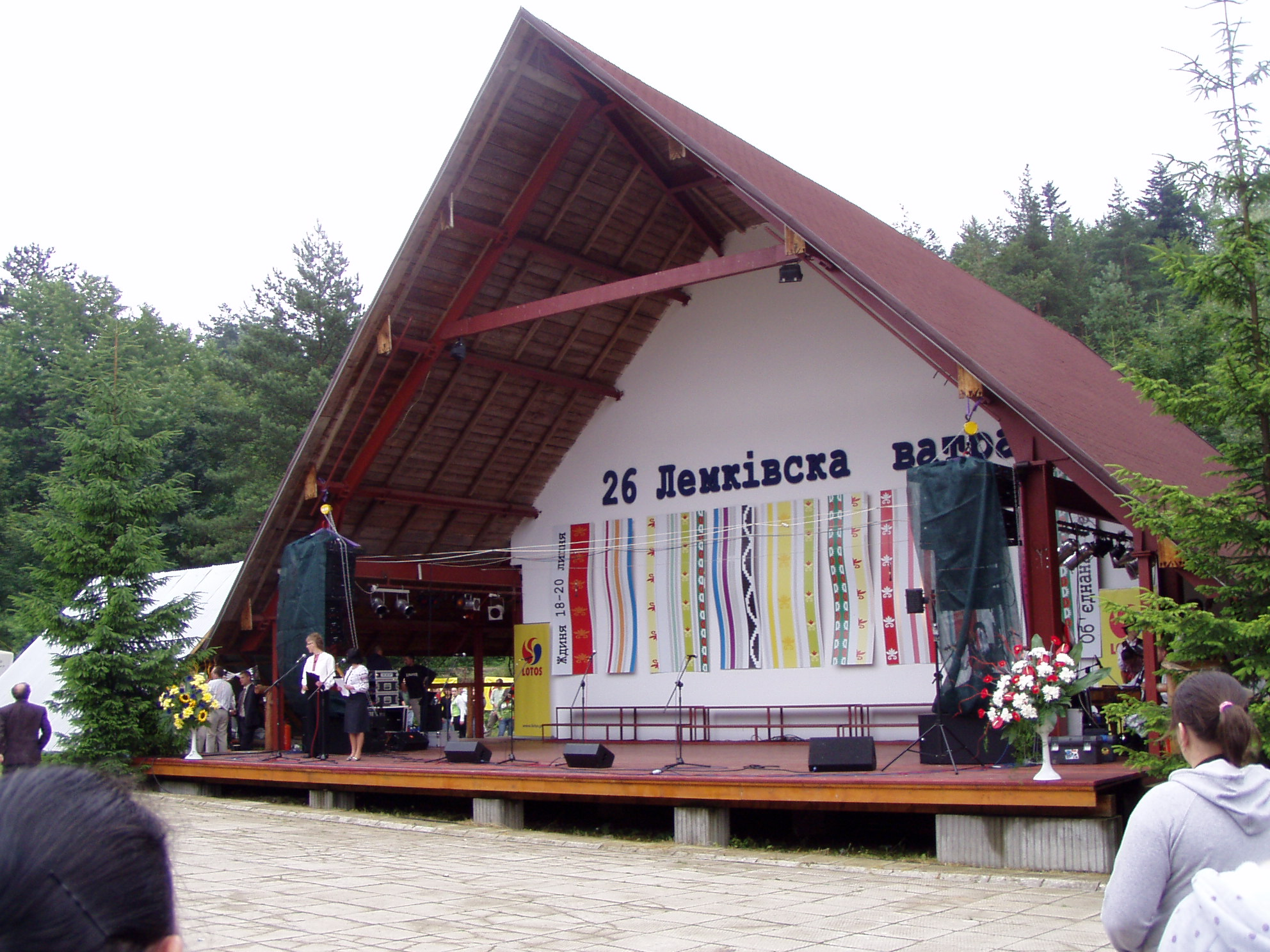
El festival ucraniano de Zdynia, "Lemkivska Vatra", celebrado en 2008.

Las principales organizaciones ucranianas en Polonia son: la Asociación de los ucranianos en Polonia (Związek Ukraińców w Polsce), ubicada en Varsovia, la Asociación de los ucranianos de Podlasie (Związek Ukraińców Podlasia), la Sociedad Ucraniana de Lublin (Towarzystwo Ukrainskie w Lublinie), Kiev Fundación Rus de San Vladimir, en la foto (SW Fundacja. Włodzimierza Chrzciciela Rusi Kijowskiej), la Asociación de Mujeres de Ucrania (Związek Ukrainek), Sociedad de Educadores ucranianos de Polonia (Ukrainskie Towarzystwo Nauczycielskie w Polsce), Sociedad Médica de Ucrania (Ukrainskie Towarzystwo Lekarskie), ucraniano del Club de Presos Políticos estalinistas (Stowarzyszenie Ukraińców - Wiezniow Politycznych Okresu Stalinowskiego), la Asociación Ucraniana Juvenil "ПЛАСТ" (Organizacja Młodzieży Ukraińskiej "Plast"), la Sociedad Historicista Ucraniana (Ukrainskie Towarzystwo Historyczne), y la Asociación de Jóvenes independientes de Ucrania (Związek Niezależnej Młodzieży Ukraińskiej).
Los periódicos más importantes publicados en lengua ucraniana incluyen: Nuestra voz (Nasze Slowo) y el semanal Над Бугом і Нарвою (Nad Buhom i Narwoju). Son medios de comunicación frecuentemente adquiridos por los ucranianos y polacos que prefieren las noticias en lengua ucraniana.

## Estadísticas

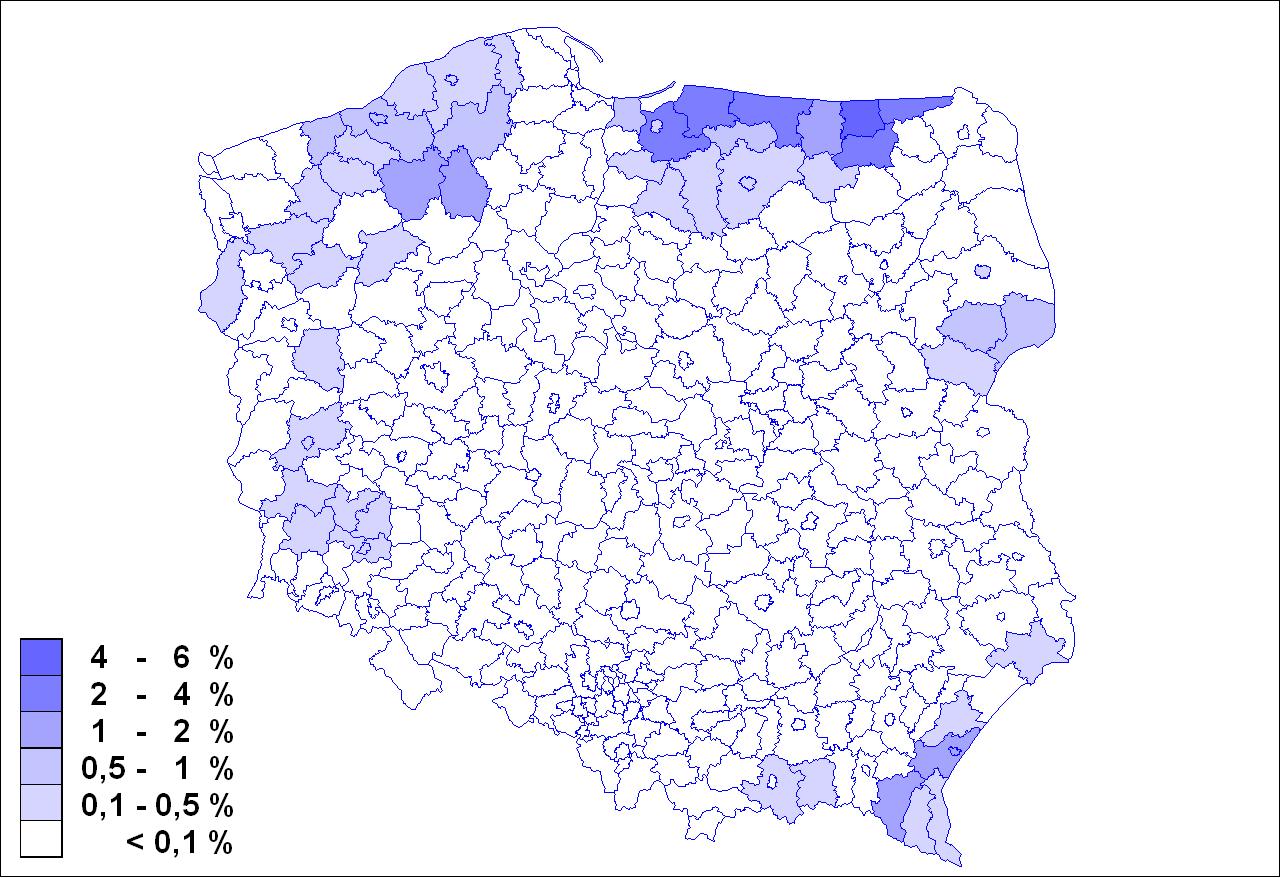
Porcentaje de ucranianos en cada división territorial polaca en 2002.

| 2006 | 1,438 |
| 2007 | 1,609 |
| 2008 | 1,685 |
| 2009 | 1,280 |